# 1952 en Bretagne
 Chronologie de la Bretagne
- 1948
- 1949
- 1950
- 1951
- 1952
- 1953
- 1954
- 1955
- 1956

Cette page recense des événements qui se sont produits durant l'année 1952 en Bretagne.

## Société

### Faits sociétaux
- Affaire de la poudre Baumol : sur les 82 nourrissons décédés, 76 le sont en Bretagne[1].

### Naissance

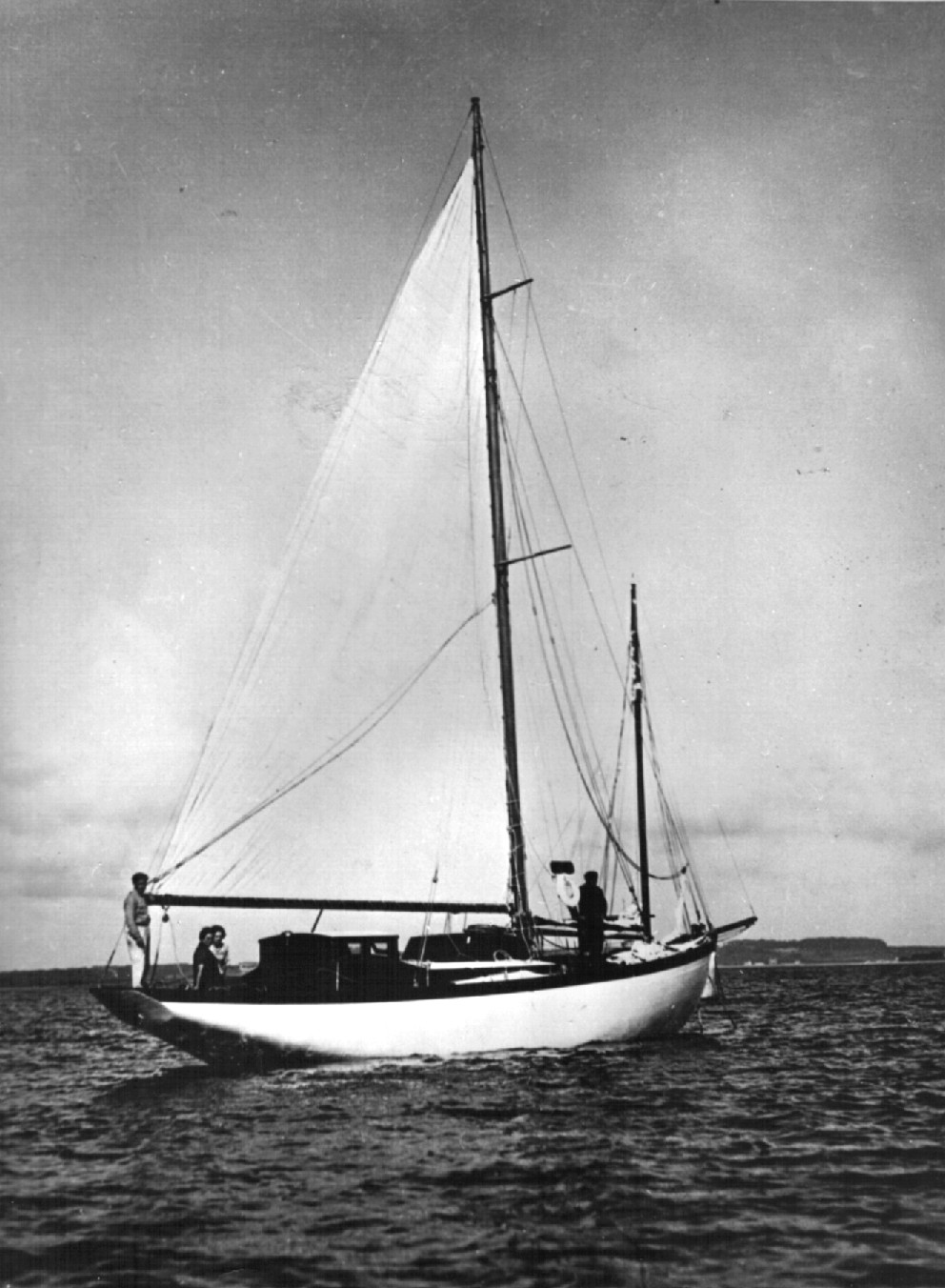
Le côtre Anahita de Louis Bernicot

### Décès
- 21 février : Armel Beaufils, né à Rennes, sculpteur, auteur de nombreux monuments commémoratifs inspirés de la Bretagne[2].
- 29 novembre : Louis Bernicot, né à L'Aberwrac'h, navigateur connu pour son tour du monde en solitaire d'août 1936 à mai 1938, soit 32 000 milles en 21 mois 9 jours. Il a ainsi réalisé un des plus grands exploits maritimes du XXe siècle. Précédé par Alain Gerbault il était le deuxième français et le quatrième marin solitaire à avoir accompli ce périlleux voyage[3].

## Infrastructures

### Constructions
- Le deuxième pont de Térénez dans le Finistère.